# Kaliumhydride
Kaliumhydride (KH) is het hydride van kalium en komt voor als kleurloze kristallen. Het is een pyrofore stof, wat inhoudt dat deze stof snel ontvlamt bij contact met lucht. Hierdoor wordt kaliumhydride veelal verkocht in een minerale olie.
Kaliumhydride is tevens een zeer sterke base, waardoor ze kan worden gebruikt voor het deprotoneren van onder andere organische verbinding.

## Reactie met water
Kaliumhydride reageert exotherm met water tot kaliumhydroxide en waterstofgas:
{\displaystyle {\ce {KH + H2O -> KOH + H2}}}
Deze reactie is vaak zo hevig dat het geproduceerde waterstofgas, door de hoge temperaturen van de reactie, ontvlamt en explodeert.